# Mark A
El Medium Mark A Whippet va ser un tanc britànic de la Primera Guerra Mundial. Es va construir per complementar els lents tancs pesats britànics utilitzant la seva relativa mobilitat i velocitat a mesura que travessa les línies enemigues.

## Descripció
Aquest vehicle blindat de combat va ser construït per assalts mòbils ràpids. A partir de les seves cadenes el feia més "modern" que els altres tancs britànics del Mark I al V, tot i que va ser directament derivat del Little Willie, el primer prototip de tanc amb suspensió unsprung. La cabina de la tripulació estava ubicada en una torreta fixa en forma de cub al final del vehicle, i amb dos motors usats aleshores, que donaven força a cadascuna de les cadenes d'eruga. Quan es condueix en línia recta els dos motors es bloquegen; per fer un gir es frena una de les cadenes per fer moure l'altre. Tot i que en teoria hi havia una solució pel tipus de conducció d'aquesta mena de vehicles, a la pràctica es veia impossible controlar la velocitat dels motors, fent el vehicle per moments, incontrolable ja que no seguia el camí desitjat. Però en els constants canvis de direcció feia que els aturaments en els girs fossin molts abruptes a causa del desgastament. En conseqüència, els motors també s'espatllaven i cada vegada era pitjor avançar. El dipòsit de combustible era al davant del buc. L'armament eren quatre metralladores Hotchkiss.303, cadascun cobrint cada costat. Només es necessitaven dos tripulants, el tirador i el comandant. A vegades, un segon tirotejador ocupava un espai limitat, i sovint es treia una metralladora per tenir més espai, ja que es muntava una que cobrís tots els costats.

## Vehicles preservats
Queden cinc Whippets:
- A259 Caesar II, Museu del Tanc de Bovington. Aquest és el tanc que en Cecil Harold Sewell va guanyar la Creu de la Victòria.
- A347 Firefly, El Museu de l'Exèrcit a Brussel·les. Aquest tanc és amb els colors i marques originals.
- A231. Museu Militar de la Base Borden, Ontario, Canadà
- United States Army Ordnance Museum (no se'n sap en nombre).
- Army College, Pretòria, Sud-àfrica. Aquest tanc va ser transportat a Sud-àfrica per a labors secundàries.